# Ледерман, Шие Моник
Ши́е-Мо́ник Ле́дерман (в публикациях также Шика (Шике) Моник, И. Моник, И. Моник Ледерман и Йешие Моник-Ледерман, при рождении Лейдерман; идиш יהושע מאָניק לעדערמאַן‎‎; 10 июля 1909, Бендеры, Бессарабская губерния — сентябрь 1973, Бат-Ям, Израиль) — еврейский поэт. Писал на идише.

## Биография
Шике Моник Лейдерман родился в 1909 году в бессарабском городке Бендеры, расположенном на берегу Днестра, в семье ремесленника Шлойме Мониковича Лейдермана; учился в хедере, в русской школе. Подростком уехал в США (1925), жил в Чикаго, учился в Чикагском университете. Дебютировал стихами в газете «Фрайе арбэтэр штимэ» (Свободный рабочий голос, Нью-Йорк) в 1925 году. В 1935 году уехал в подмандатную Палестину, где продолжил активную литературную деятельность. В 1944 году поселился в Хайфе, где организовал писательскую группу и как агент занимался распространением литературы на идише.
И. Моник—Ледерман входил в небольшую группу писателей, которые продолжили творить на идише после приезда в Палестину — в годы, когда самая литературная деятельность на этом языке в Палестине не поощралась сионистским движением, более того — была необыкновенно затруднена. Собрания еврейских литераторов на идише срывались организованными группами воинственно-настроенной молодёжи, типографии и киоски занимающиеся печатной продукцией на этом языке — подвергались бойкотированию, в крайних случаях сжигались. Тем не менее, группа еврейских поэтов, в которую входили Янкев-Цви Шаргел, Йосэф Паперников, Арье Шамри, Авром Лев, с завидным упорством продолжала работать на идише. Одним из таких упорствующих идишских литераторов был Маник-Ледерман. Работал редактором литературы на идише, подготовил к печати произведения ряда авторов, в частности составил мемориальный сборник «Ди идн фун билгорай и красноброд» (евреи Билгорая и Красноброда).
Первый поэтический сборник Моник-Ледермана «Металэнэ квейтн» (Металлические цветы) был выпущен тель-авивским издательством «Тхия» в 1935 году. За ним последовали 4 сборника поэзии, среди них — «Трит ин багинэн» (шаги в рассвете, 1955), «Ин трит фун дайн вандэр» (В поступи твоих блужданий, 1964), «Ин майн глезэрнэм турэм» (В моей стеклянной башне, 1968). Публиковал детские рассказы, басни и стихи в различных периодических изданиях Израиля, участвовал в лексикографической и редакционной работе проекта «Большого словаря еврейского языка» (идиша), четыре тома которого были выпущены на протяжении 1960—1970-х годов под общей редакцией Юдл Марка.
Публиковался в «Киндер-цайтунг» (детская газета, Чикаго), «Цукунфт» (будущее, Нью-Йорк), «Нью-Йоркер вохнблат» (нью-йоркский еженедельник), «Унзер вэг» (наш путь, Нью-Йорк), «Унзер цайт» (наше время, Нью-Йорк), «Вайтер» (дальше, Нью-Йорк), «Калифорниер йонтеф блетер» (калифорнийские праздничные листки, Лос-Анджелес), «Най-велт» (Новый свет, Тель-Авив), «Штамен» (колена Израиля, Тель-Авив), «Блетер» (листки, Тель-Авив), «Ди брик» (мост, Тель-Авив), «Хефтн» (тетради, Тель-Авив), «Лебнс-фрагн» (жизненные вопросы, Тель-Авив), «Циен-югнт» (молодёжь Сиона, Тель-Авив), «Хеймиш» (родное, Тель-Авив), «Дос ворт» (слово, Тель-Авив), «Идише цайтунг» (еврейская газета, Тель-Авив), «Лецте найес» (последние новости, Тель-Авив), «Исроэл-штиме» (голос Израиля, Тель-Авив), в сборниках «Унзерс» (наше, Тель-Авив) и «Исроэл-шрифтн» ('израильские записки, Тель-Авив), а также в «Идише билдер» (еврейские картинки, Рига), «Дер шпигл» (зеркало, Буэнос-Айрес), «Ди пресе» (пресса, Буэнос-Айрес), «Аргентинер беймелех» (аргентинские деревца, Буэнос-Айрес), «Ин ундзер дор» (в нашем поколении, Буэнос-Айрес), «Илюстрирте литерарише блетер» (иллюстрированные литературные листки, Буэнос-Айрес), «Хефтн» (тетради, Варшава), «Арбетер ворт» (рабочее слово, Париж), «Дер фрайер геданк» (свободная мысль, Париж), «Хайнт» (сегодня, Монтевидео), «Умопхендике идише трибунэ» (независимая еврейская трибуна, Монтевидео), «Дорем-Африке» (Южная Африка, Йоханнесбург), «Кенедер одлер» (канадский орёл, Монреаль), на иврите — в «Хайфа ха-оведет» (рабочая Хайфа), «Ха-арец шелану» (наша земля), «Едиот рамат-ган» (новости Рамат-Гана) и других. Подборка его стихов вошла в «Алманах фун идише шрайбер ин Исроэл» (альманах писателей на идише в Израиле, Тель-Авив, 1962).